# Guilt Show
Guilt Show es el cuarto y más reciente álbum de estudio de la banda The Get Up Kids. Fue lanzado el 3 de marzo del 2004, en Vagrant Records.

## Lista de canciones
1. "Man of Conviction" - 1:33
2. "The One You Want" - 3:15
3. "Never Be Alone" - 3:17
4. "Wouldn't Believe It" - 3:47
5. "Holy Roman" - 2:50
6. "Martyr Me" - 3:26
7. "How Long is Too Long" - 2:24
8. "Sick in Her Skin" - 4:25
9. "In Your Sea" - 3:02
10. "Sympathy" - 3:09
11. "The Dark Night of the Soul" - 3:01
12. "Is There a Way Out" - 6:20
13. "Conversation" - 4:56

## Personal
- Ed Rose - Productor, ingeniero, mezclador
- Matt Pryor - Voz, guitarra
- Jim Suptic - Voz, guitarra
- Ryan Pope - Batería
- Robert Pope - Bajo
- James Dewees - Teclado